# Buktaleri

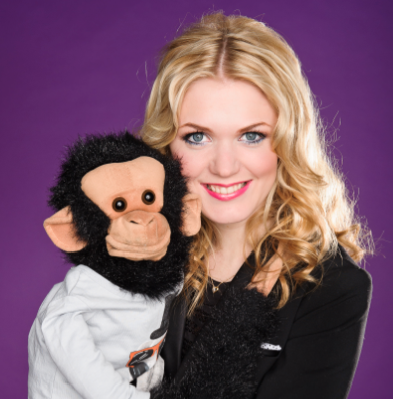
Zillah & Totte, en av världens främsta buktalerskor.

Buktaleri (eller ventrilokvism) är konsten att, med hjälp av sin egen röst, få fram illusionen att en docka (eller liknande) talar. Buktalaren håller i dockan och rör på dess mun samtidigt som buktalaren pratar utan att röra sin egen mun. Därmed förleder buktalaren publiken att tro att det är dockan som talar. Därutöver använder buktalaren ofta en mängd knep och tekniker för att förstärka illusionen. Företeelsen är vanligt på till exempel varietéer.

## Historia
Under renässansen betraktades buktaleri som tecken på häxkonst. Under slutet av 1700-talet tappade folk tron på att det var häxkraft som låg bakom, varvid det blev mer vanligt att uppträda med buktaleri. Folk trodde att ljudet kom från magen (buken), eftersom buktalaren inte rörde på munnen. Därav benämningen buktalare.

## De "rätta" ljuden
En svårighet för en buktalare är att alla ljud de gör måste göras genom att ha läpparna en liten bit åtskilda. Det enda alternativet vad gäller bilabiala ljud är att ersätta dem med andra ljud. Till exempel kan man ersätta de bilabiala ljuden /b/, /p/ och /m/ med de dentala ljuden /v/, /t/, /d/ och /n/. Om man pratar tillräckligt snabbt och ersätter de bilabiala ljuden med dentala kan det vara svårt att märka skillnaden.

## Exempel på kända buktalare
- Zillah & Totte, Cecilia Ustav med schimpansdockan Totte.
- Edgar Bergen ofta med dockan Charlie McCarthy
- Jeff Dunham med flera olika dockor
- John Houdi
- Pytte Ravn med dockan Anki, ett barnprogram med en anka som docka.
- Karl-Axel Björnberg med apdockan Jocko
- Paul Winchell med handdockorna Jerry Mahoney och Knucklehead Smiff.
- Darci Lynne Farmer
- Caroline Wennergren